# UPET

## UPET S.A.Târgoviște

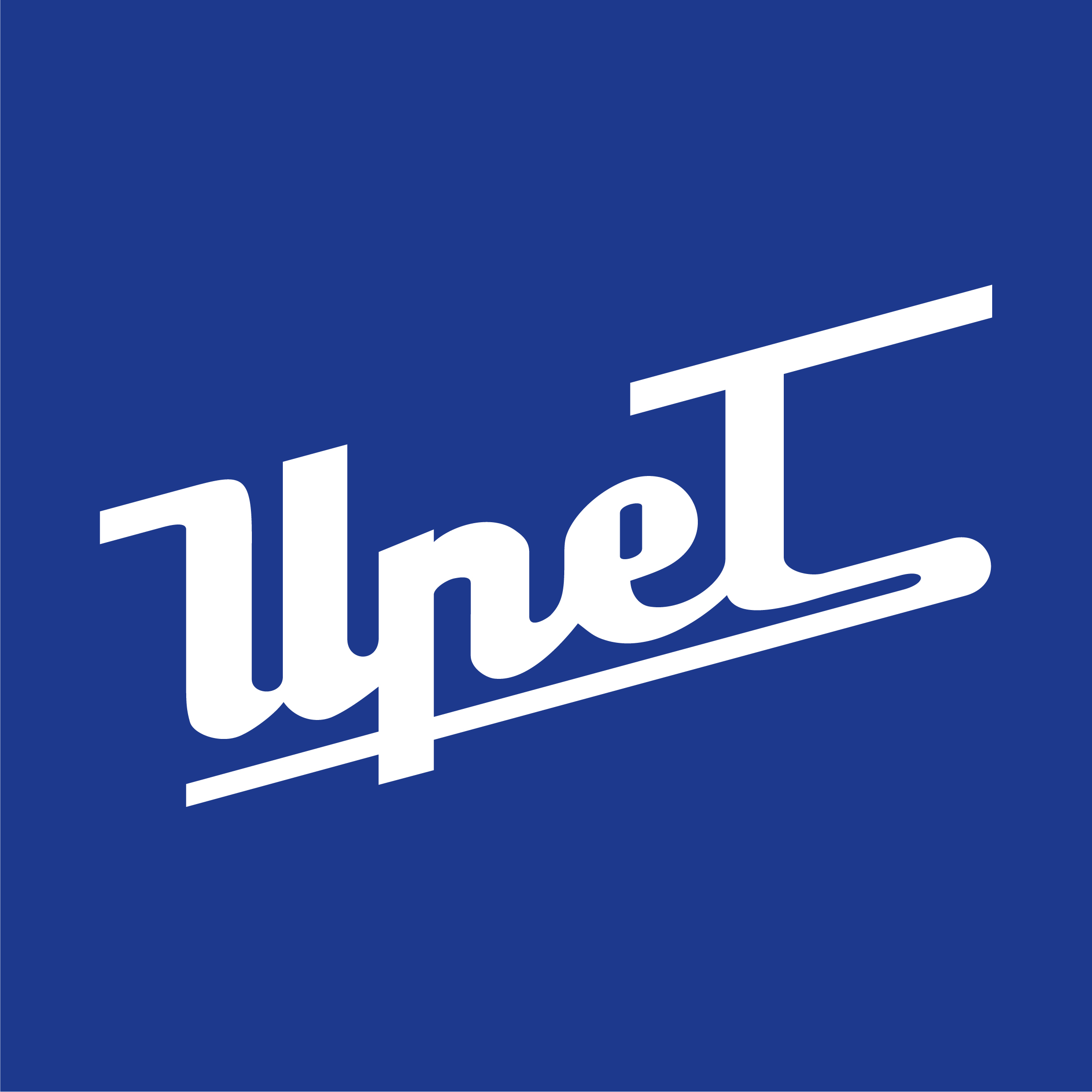

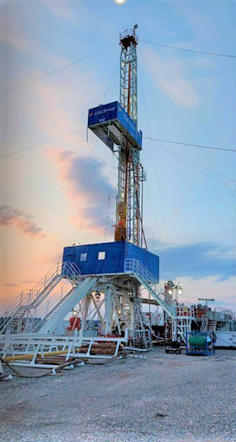

UPET S.A. este o companie din România producătoare de instalații mobile de foraj si utilaj petrolier. Compania a fost fondată la 1872 ca fonderie de tunuri, care a devenit mai târziu Arsenalul din Târgoviște. În 1949 uzina a fost reprofilată și devine Fabrica de Utilaj Petrolier din Târgoviște, an de la care începe istoria UPET ca producător de utilaj petrolier și instalații de foraj. Din 2019 UPET este detinută de compania Machine Building Concept SRL din Romania. Acțiunile UPET sunt tranzacționate la Bursa de Valori Bucuresti sub simbolul UPET.
Istoric:                  
Număr de angajați în 2009: 1.189

## Cifra de afaceri:
- 2008: 211,7 milioane lei (57,5 milioane euro)[1]
- 2007: 70,2 milioane lei (21 milioane euro)[2]
- 2006: 35,3 milioane lei[2]

Venit net în 2008: 57,9 milioane lei (15,7 milioane euro)